# White Night
White Night é o terceiro álbum de estúdio do cantor sul-coreano Taeyang. Foi lançado pela YG Entertainment em 16 de agosto de 2017 em formato digital e em 22 de agosto de 2017 em formato físico. O álbum possui uma sonoridade centrada no R&B eletrônico e para a sua promoção, foram lançados os singles "Darling" e "Wake Me Up". 
Após o seu lançamento, White Night atingiu o top 3 da parada sul-coreana Gaon Album Chart e posicionou-se no topo da parada estadunidense Billboard World Albums por duas semanas consecutivas.  

## Antecedentes
Após o lançamento de Rise, seu segundo álbum de estúdio de 2014, Taeyang iniciou o trabalho de produção de novas canções. Entretanto, foi no início do ano de 2017, que o mesmo passou a trabalhar com mais intensidade no material que viria a tornar-se parte integrante de seu novo álbum. Em entrevista à Billboard, ele explicou o conceito por trás do novo material produzido, dizendo: “Eu queira expressar uma versão mais verdadeira de mim mesmo, queria ser mais genuíno. E ao mesmo tempo, experimentar um espectro musical mais amplo e trazê-lo para a minha música”. Em janeiro de 2017, a YG Entertainment anunciou que Taeyang estava trabalhando em seu novo álbum, com previsão de lançamento para o primeiro semestre do ano, porém sem data definida. Em 30 de maio, Yang Hyun-suk da YG Entertainment, compartilhou uma imagem sua, revelando que a mesma se tratava de sua última sessão de gravação. Mais tarde em 7 de agosto, foram anunciados oficialmente o título do álbum bem como sua data de lançamento. Em 15 de agosto, a lista completa de faixas de White Night foi revelada, contendo informações sobre os responsáveis pela composição e produção das canções, além do anúncio de que "Darling" e "Wake Me Up" seriam suas faixas-título.

## Lançamento e capa
Taeyang nomeou o álbum com o título de White Night (em português: Noite Branca) em referência ao fenômeno natural de mesmo nome, onde o sol não se põe mesmo durante a noite. O seu lançamento ocorreu em ambos os formatos digital e físico, sendo comercializado em seu formato físico, contendo um livro de fotos e um cartão. A edição japonesa de White Night foi lançada no formato de CD+DVD, incluindo os vídeos musicais das canções do álbum. 
A capa lançada para o formato físico de White Night é artesanal em sua edição limitada e disponível em três versões de cores diferentes, sendo elas branca, vermelha e azul. Ela contém elementos feitos à mão, que formam uma estampa através da colagem de penas e flores reais. A YG Entertainment afirmou que devido a isso, a capa do álbum poderia apresentar mudança de coloração, mas que "isso é um fenômeno natural" devido ao processo artesanal.

## Composição
Liricamente, White Night apresenta uma variedade de melodias evocativas e letras profundas sobre o amor e relacionamentos. Apesar do álbum conter predominantemente canções de R&B, correlacionando-se com os trabalhos anteriores de Taeyang, ele explora uma gama de emoções através de uma variedade de influências musicais, com uma certa preferência por uma mistura melancólica de EDM. Explicando sobre a direção musical que optou para o álbum, Taeyang afirmou:
| “ | Musicalmente, eu queria aparecer com um sentimento infinito para presentear meus fãs, que fosse novo e bem original ao mesmo tempo. Têm batidas chiques, é bem experimental e incorpora muitos tipos diferentes de músicas. | ” |

Ao considerar que tipo de elementos incorporar ao álbum, Taeyang inspirou-se nos cantores estadunidenses Michael Jackson e Prince e no britânico Freddie Mercury, como sendo suas principais influências musicais. White Night inicia sua lista de faixas com "Intro", uma canção do gênero trance, creditada por conter uma "batida psicodélica", ela é seguida por “Wake Me Up”, uma faixa ambiente contendo sintetizadores, que descreve sobre o estado de sonho no amor. "Darling" uma balada pop, é o single principal do álbum, ela possui sua base em piano e trata sobre "um amor apaixonado". A canção foi comparada a "Eyes, Nose, Lips", single lançado por Taeyang em 2014. A próxima faixa "Ride", foi a primeira canção produzida explicitamente para o álbum, a mesma atraiu comparações com os materiais produzidos pelos cantores Michael Jackson e Usher, além disso, foi notada por "apresentar ritmos suaves do início dos anos 90". A nu-disco "Amazin", refere-se em suas letras, sobre um ex-amor que tenta ressurgir, porém há uma resolução "em não permitir que a pessoa invada sua mente e coração, como fez anteriormente". "Empty Road" é uma canção de soft-rock acústico, onde Taeyang canta sobre caminhar sozinho em uma estrada sem o seu amor.
As canções "Naked" e "Tonight" são do gênero R&B, com a primeira sendo descrita como "madura e sensual", soando primeiramente como uma balada, antes de se transformar em um "refrão repleto de sintetizadores" e a segunda, que contém a participação do cantor Zico e possui influências de rock, encerra a lista de faixas de White Night. "Tonight" foi descrita por Taeyang como uma canção "remanescente de um sol escaldante". Seu tema lírico, está centrado na dupla, onde detalham sobre a complexa intimidade de se transformar um interesse amoroso em um amor verdadeiro, entre uma série de letras consideradas sensuais e adultas.

## Promoção
A fim de promover o lançamento de White Night, um vídeo musical de "Intro" filmado em Los Angeles e no Alasca, Estados Unidos, foi divulgado em 9 de agosto de 2017, onde retratou o significado por trás do título do álbum. Posteriormente em 15 de agosto, prévias de todas as faixas foram lançadas em vídeo. Além disso, Taeyang participou de um evento ao vivo realizado pelo aplicativo "V" do portal Naver, uma hora antes do lançamento oficial de White Night ser realizado. As atividades promocionais do álbum incluíram ainda, uma apresentação de retorno através do programa Inkigayo da SBS em 20 de agosto, onde Taeyang interpretou "Darling" e "Wake Me Up", além de aparições em diversos programas de variedades sul-coreanos como I Live Alone da MBC em 18 de agosto, Knowing Brothers da JTBC em 26 de agosto, Oppa Thoughts da MBC em 28 de agosto e Fantastic Duo 2 da SBS em 3 de setembro.

### White Night World Tour
Em 31 de março de 2017, foi anunciado através da YGEX, que Taeyang iria se apresentar com dois concertos na cidade de Chiba no Japão. Após a inclusão de mais dois concertos na cidade japonesa de Kobe, em 4 de julho, foi revelado que a turnê seria mundial, contendo apresentações na Ásia e América do Norte em apoio ao lançamento de White Night. A turnê encerrou-se com 23 concertos realizados em dezenove cidades, para um público total de mais de setenta mil pessoas. 

## Recepção

### Crítica profissional
| Críticas profissionais | Críticas profissionais |
| Avaliações da crítica  | Avaliações da crítica  |
| Fonte                  | Avaliação              |
| ---------------------- | ---------------------- |
| IZM                    | [ 24 ]                 |
| The Star               | 7/10                   |

O álbum recebeu críticas geralmente favoráveis. Chew Hui Ling da publicação singapurana Teenage, sentiu que White Night é talvez o álbum do artista "mais sonoricamente intrigante até a data" e saudou "os vocais expressivos de Taeyang - que soam em casa, independente do gênero para o qual ele vá - e letras adoráveis", acrescentando em seguida, ser este o motivo pelo qual a gravação "te agarra implacavelmente pela garganta até a última nota". A revista online sul-coreana IZM, deu ao álbum duas estrelas a partir de uma escala de cinco, avaliando a harmonia dos vocais e desempenho como de excelência, mas considerando que os músicos do álbum, "seguiram a antiga estratégia de sucesso em um ambiente cheio de saturação". Chester Chin escrevendo para a publicação The Star, deu uma pontuação 7 de uma escala de 10 para White Night e a Affinity Magazine, elegeu-o como o melhor álbum de K-pop do ano de 2017, considerando que o mesmo era "um daqueles trabalhos que você não se cansa, mesmo se quisesse. Isso é o que uma bela voz cantando com emoção pode fazer".

## Lista de faixas
| White Night – Edição padrão |                                              |                         |                                                    |                                                  |         |  |
| N.º                         | Título                                       | Letras                  | Música                                             | Arranjos                                         | Duração |  |
| 1.                          | "White Night (Intro)" (白夜)                 | Taeyang, Joe Rhee       | 24, Joe Rhee, Teddy Park, 8!, Brian Lee            | 24, Joe Rhee                                     | 1:25    |  |
| 2.                          | "Wake Me Up"                                 | Kush, Joe Rhee          | Kush, Joe Rhee, R.Tee                              | Kush, R.Tee                                      | 3:19    |  |
| 3.                          | "Darling"                                    | Teddy Park              | Teddy Park, 8!, Brian Lee, Choice37, Future Bounce | Teddy Park, Choice37, Future Bounce, Seo Won Jin | 3:30    |  |
| 4.                          | "Ride"                                       | Taeyang, Joe Rhee, 24   | Joe Rhee, 24, Teddy Park                           | Joe Rhee, 24                                     | 3:13    |  |
| 5.                          | "Amazin′"                                    | Taeyang, Joe Rhee, 24   | Taeyang, Joe Rhee, 24, Teddy Park                  | 24, Joe Rhee                                     | 3:38    |  |
| 6.                          | "Empty Road" (텅빈도로)                      | Kush, Taeyang, Joe Rhee | Kush, Taeyang, Peejay, Seo Won Jin                 | Seo Won Jin, 24, Joe Rhee                        | 3:29    |  |
| 7.                          | "Naked"                                      | Joe Rhee                | Taeyang, Joe Rhee, 24                              | 24                                               | 3:21    |  |
| 8.                          | "Tonight" (오늘밤; com participação de Zico) | Kush, Taeyang, Zico     | Peejay, Kush, Taeyang                              | Peejay                                           | 4:26    |  |
| Duração total:              | Duração total:                               | Duração total:          | Duração total:                                     | Duração total:                                   | 26:26   |  |

| White Night – Edição japonesa (faixa bônus) |                            |         |  |
| N.º                                         | Título                     | Duração |  |
| 10.                                         | "So Good" (versão coreana) | 2:42    |  |
| Duração total:                              | Duração total:             | 29:09   |  |

| Conteúdo bônus em DVD – Edição CD+DVD japonesa |                                             |         |  |
| N.º                                            | Título                                      | Duração |  |
| 1.                                             | "Darling" (Vídeo musical versão coreana)    |         |  |
| 2.                                             | "Wake Me Up" (Vídeo musical versão coreana) |         |  |
| 3.                                             | "So Good" (Vídeo musical versão coreana)    |         |  |
| 4.                                             | "Darling" (Gravando o vídeo musical)        |         |  |
| 5.                                             | "Wake Me Up" (Gravando o vídeo musical)     |         |  |

## Desempenho nas paradas musicais
White Night foi disponibilizado para pré-venda em 14 de agosto de 2017, dentro de algumas horas, o álbum recebeu o status ouro pela plataforma QQ Music da China, obtendo vendas totais de cem mil cópias digitais, em apenas um dia no país. Após o seu lançamento em formato digital, White Night atingiu o topo do iTunes Top Albums de 26 países. Na Coreia do Sul, seu lançamento em formato físico, estreou em seu pico de número três na Gaon Album Chart e adquiriu mais tarde, vendas de 43,822 mil cópias no mês de agosto.
Nos Estados Unidos, White Night tornou-se o álbum internacional mais vendido do país na semana de 2 a 8 de setembro e se estabeleceu no topo da  Billboard World Albums. Na semana seguinte, o álbum permaneceu na primeira posição, tornando Taeyang o terceiro artista de K-pop e o segundo solista, a ter um álbum no topo da referida parada por mais de uma semana. Adicionalmente, a edição japonesa de White Night, lançada no ano seguinte, estreou em seu pico de número oito na Oricon Albums Chart com vendas de 9,536 mil cópias.

### Posições
| Paradas (2017)                                | Melhor posição |
| --------------------------------------------- | -------------- |
| Coreia do Sul (Gaon Weekly Albums Chart)      | 3              |
| Coreia do Sul (Gaon Monthly Albums Chart)     | 6              |
| Estados Unidos (Billboard World Albums)       | 1              |
| Estados Unidos (Billboard Heatseekers Albums) | 5              |
| Estados Unidos (Billboard Independent Albums) | 12             |
| França (SNEP Download Albums)                 | 33             |
| Japão (Billboard Japan Hot Albums)            | 13             |
| Japão (Oricon Weekly Albums Chart)            | 8              |
| Nova Zelândia (RMNZ Heatseekers Albums)       | 7              |

## Histórico de lançamento
| Região        | Data                  | Formato               | Gravadora                    |
| ------------- | --------------------- | --------------------- | ---------------------------- |
| Mundo         | 16 de agosto de 2017  | Download digital      | YG Entertainment             |
| Coreia do Sul | 16 de agosto de 2017  | Download digital      | YG Entertainment             |
| Coreia do Sul | 22 de agosto de 2017  | CD                    | YG Entertainment Genie Music |
| Taiwan        | 1 de setembro de 2017 | CD                    | Warner Music Taiwan          |
| Japão         | 10 de janeiro de 2018 | CD CD+ DVD playbutton | YGEX                         |